# OT (dokument)
OT dowód księgowy (przyjęcie środka trwałego), to dokument przyjęcia nowego środka trwałego. Przekazanie go do eksploatacji wprowadza do ewidencji przychód składników rzeczowych aktywów przedsiębiorstwa z zakupu, jak i środków trwałych używanych, wytworzonych we własnym zakresie i ulepszonych. Wskazuje osobę za niego odpowiedzialną, miejsce jego użytkowania, lub przeznaczenie. Wypełniony dokument przyjęcia środka trwałego należy umieścić w dokumentach księgowych.

## Dokumenty źródłowe dowodu OT stanowią
- przy zakupie – faktura VAT dostawcy, lub rachunek wraz z protokołem odbioru technicznego
- w przypadku ujawnienia środka trwałego podczas inwentaryzacji – zestawienie zbiorcze spisu z natury z wyciągiem z protokołu rozpatrzenia różnic inwentaryzacyjnych przez zakładową komisję inwentaryzacyjną zawierającą wartość inwentarzową ujawnionego środka
- w sytuacji wytworzenia środka trwałego we własnym zakresie – dokumentacja inwestycyjna
- w przypadku nieodpłatnego nabycia – umowa darowizny lub umowa spadku

## Powody sporządzania dowodu OT stanowią
- Środek trwały jest kompletny i zdatny do używania.
- Będzie użytkowany przez okres dłuższy niż 1 rok.
- Jest przeznaczony na potrzeby jednostki, działu.
- Ma wartość początkową większą niż 10000 PLN.